# 開普敦站
開普敦站是南非開普敦的主要鐵路車站，位於城市中央商業區的阿德利街及河岸街。

## 路線

### 都市鐵路路線
開普敦站是西開普都市鐵路這個通勤鐵路的樞紐，由南非客運鐵路局（PRASA）都市鐵路分部營運。設有4條路線，皆以開普敦為起點，南線經南部市郊往西蒙斯鎮、平角線經阿斯隆往撤退、中央線經蘭戈往米歇爾平原、卡耶列沙及貝爾維爾及北線經貝爾維爾往帕阿爾、斯蒂倫波什及索美實西。

### 索索洛扎美爾
索索洛扎美爾，南非客運鐵路局城際鐵路分部負責營運若干長距離客運鐵路，每日一班經金伯利來往約翰內斯堡；每週一班經金伯利、布隆方丹及彼得馬里茨堡來往德班以及每週一班來往東倫敦。這些列車以開普敦站為總站，也停靠貝爾維爾。
索索洛扎美爾同時營運半豪華列車，每週由開普敦經金伯利來往約翰內斯堡。

## 外部連結
- 维基共享资源上的相關多媒體資源：開普敦站